# Juan Estrada
Juan Alberto Estrada (San Pedro, 28 ottobre 1912 – 28 maggio 1985) è stato un calciatore argentino, di ruolo portiere.

## Carriera
Portiere argentino protagonista con le maglie dell'Huracan e soprattutto del Boca Juniors con il quale vinse 2 titoli. Ha vestito la maglia della nazionale 18 volte partecipando alle vittoriose spedizioni nella Coppa America del 1937 e in quella del 1941.

## Palmarès

### Club
- Campionato argentino: 2

Boca Juniors: 1940, 1943

### Nazionale
- Coppa America: 2

Argentina 1937, Cile 1941